# Gorgeous Ladies of Wrestling
Gorgeous Ladies of Wrestling, também conhecido como GLOW ou G.L.O.W., foi uma empresa de wrestling profissional para mulheres que surgiu em 1986. No Brasil, foi exibido pelo canal SBT com o nome de "Luta Livre de Mulheres". Entre uma luta e outra, haviam esquetes de comédia com as participantes. O programa era realizado no Riviera Hotel em Las Vegas, Nevada. A empresa decretou falência em 1992, quando perdeu o seu horário da TV para sitcoms. Posteriormente voltou em 2001, apresentando-se em eventos ao vivo.
| Personagens                                                                          | Atrizes | Temporadas        |
| ------------------------------------------------------------------------------------ | --- | ----------------- |
| Americana                                                                            | Cindy Maranne (Ferda) | 1, 2              |
| Amy The Farmer's Daughter                                                            | Trudy Adams | 2                 |
| Angel                                                                                | Andrea Laird | 2                 |
| Ashley Cartier                                                                       | Nadine Kadmiri | 1, 2              |
| Attache                                                                              | Laura Fisher | 1, 2              |
| Babe The Farmer's Daughter                                                           | Ursula Hayden | 3, 4              |
| Beastie                                                                              | Kelle Favara | 3, 4              |
| Big Bad Mama                                                                         | Lynn Braxton | 3, 4              |
| The Brat                                                                             | Brittany Astor | 5                 |
| Broadway Rose 1                                                                      | Eva Chirumbolo |                   |
| Broadway Rose 2                                                                      | Andrea Janell | 3                 |
| Brunhilda                                                                            | Deanne Murray | 4                 |
| The California Doll 2                                                                | Jayne Hamlin | 1, 2              |
| The California Doll 1                                                                | Lynda Aldon | Pilot             |
| Cheyenne Cher                                                                        | Dee Chocktoot | 3, 4              |
| Colonel Ninotchka                                                                    | Lori (Lynn) Palmer | 1–4               |
| Corporal Kelly                                                                       | Olympia Hartauer | 1                 |
| Corporal Kelly 2                                                                     | Lillian Weaver Crabtree | 3                 |
| Daisy                                                                                | Helena LaCount | 3, 4              |
| Dallas                                                                               | Debi Pelletier | 1                 |
| Debbie Debutante                                                                     | Ann LaBree | 1, 2, interim 3   |
| Dementia 2                                                                           | Nancy Daley | 3                 |
| Draculetta                                                                           | Unknown | 4,5               |
| Dementia, Sugar                                                                      | Michelle Duze | 2                 |
| Draculetta                                                                           | Unknown | 4                 |
| Ebony                                                                                | Jan White | 1, 2              |
| Evangelina                                                                           | Christy M. Smith | 3                 |
| Godiva                                                                               | Dawn Maestas | 3–5               |
| Gremlina                                                                             | Sandy Manley | 3, 5              |
| Habana                                                                               | Christina Garcia | 3                 |
| The Heavy Metal Sisters The Housewives, Arlene and Phyllis The Hicks, Sara and Mabel | Sharon "Spike" Wilinsky and Donna "Chainsaw" Wilinsky | 1, 2              |
| Hollywood                                                                            | Jeanne Basone | 1–5               |
| Jailbait                                                                             | Trish Casella/Trish King Casella | 3 (Unaired), 5    |
| Jungle Woman                                                                         | Annette Marroquin | 1                 |
| Justice                                                                              | Narice Crockett | 3, 4              |
| Liberty                                                                              | Penny/Penelope Johnson | 3                 |
| Lightning                                                                            | Cheryl Rusa | 3–5               |
| L'il Mama                                                                            | Jerrie Micheline Swoopes | 5                 |
| Little Egypt                                                                         | Angelina Altishin | 1, 2, 5           |
| Little Feather                                                                       | Kuno | 1                 |
| Little Fiji                                                                          | Theresa Woo | 1–3               |
| Magnolia The Southern Bell                                                           | Unknown | 4                 |
| Major Tanya                                                                          | Noelle Rose | 3, 4              |
| Matilda the Hun                                                                      | Dee Booher | 1, 2              |
| Melody "Trouble" Vixen (MTV)                                                         | Eileen O'Hara | 3–5               |
| Mexi-Cali Red (Spanish Red's Cousin) Also Liberty in PPV Match                       | Unknown | 4–5               |
| Mika the Headhunter                                                                  | Mikaela Karr | 1                 |
| Mina the Headhunter                                                                  | | 1                 |
| Mana the Headhunter                                                                  | Myra Singleton | 1, 2              |
| Mountain Fiji                                                                        | Emily Dole | 1–4               |
| Ninotchka                                                                            | Lori Weathers | 1–5               |
| Olympia                                                                              | Debbie Pavlica | 1                 |
| Palestina                                                                            | Janeen Jewett | 1, 2              |
| Pepper                                                                               | Cynthia Peretti | 1                 |
| Princess of Darkness                                                                 | Janet Bowers | 1, 2              |
| Queenie                                                                              | Cindy Bromley | 4                 |
| Roxy Astor                                                                           | Tracee Meltzer | 3–5               |
| The Royal Hawaiian                                                                   | April Homm | 1                 |
| Sally The Farmer's Daughter                                                          | Beckie Mullen | 1, 3              |
| Salt                                                                                 | Charli Haynes | 1                 |
| Scarlet the Southern Belle                                                           | Janice Flynn | 1                 |
| Shannon Obrien                                                                       | Tresha Bowers | Unaired Episodes  |
| Sneaky                                                                               | Unknown | 3, 4              |
| The Soul Patrol, Envy and Adore                                                      | Carmen "Envy" Campbell, Teressa "Adore" Sherrod | 1, 2              |
| Spanish Red                                                                          | Ericka Marr/Martinez | 1, 2              |
| Star                                                                                 | Suzanne Duplessis | 3, 4              |
| Stinky                                                                               | Michelle Javas | 3, 4              |
| Sunny Patricia Summerland 3                                                          | |                   |
| Susie Spirit                                                                         | Laurie Thompson | 1, 2              |
| Tammy Jones                                                                          | Debbie D'Amato | 1                 |
| Tara the Southern Belle                                                              | Shiela Best | 1, 2              |
| Thunderbolt                                                                          | Dana Felton Howard | 3                 |
| Tiffany Mellon                                                                       | Sandra Margot Escott | 3–5               |
| Tina Ferrari                                                                         | Lisa Moretti | 1, 2              |
| Tulsa                                                                                | Jody Haselbarth | 2 (interim), 3, 4 |
| Vallerie Vendetta                                                                    | Sarah Del Ray | 5                 |
| VH1                                                                                  | Taeler Hendrix | 2012 Battle Royal |
| Vicky Victory                                                                        | Peach Janae | 3, 4              |
| Vine                                                                                 | Janet Bowers | 1–3               |
| The Widow                                                                            | Nancy Daley | 4                 |
| Zelda The Brain                                                                      | Marie Moore | 3, 5              |
| List of Missing Ladies                                                               | Mexi-Cali Red, Magnolia The Southern Belle, The origina Broadway Rose (Eva Chirumbolo), Draculetta, Spanish Red, Mika and Meena (The Headhunters) Vicky Victory, Vine, Tammy Jones (Debbie D'Amato), Attache (Laura Fisher), Sneaky |                   |